# 74. BAFTA-gála
A 74. BAFTA-gálát 2021. április 11-én tervezi megtartani a Brit Film- és Televíziós Akadémia a londoni Royal Albert Hallban, amelynek keretében kiosztják az akadémia filmdíjait az Egyesült Királyságban 2020-ban bemutatott és az akadémia tagjai által legjobbnak tartott filmek és alkotóik részére. A kategóriánként számításba vett jelöltek bővített listáját 2021. február 6-án tették közzé, a második körös szavazás február 19-én kezdődött.
A jelöltek végleges névsorát 2021. március 9-én hozták nyilvánosságra. A legtöbb, 7-7 jelölést Chloé Zhao filmdrámája, A nomádok földje, valamint Sarah Gavron Rocks című zenés drámája kapta.

## A BAFTA filmdíjai

### Díjazottak és jelöltek
A nyertesek a táblázat első sorában, félkövérrel vannak jelölve.
| Legjobb film | Kiemelkedő brit film |
| --- | --- |
| - A nomádok földje - A chicagói 7-ek tárgyalása - Ígéretes fiatal nő - Az apa - A mauritániai | - Ígéretes fiatal nő - Ásatás - Calm With Horses - Az apa - Kinek a háza? - Limbo - Mogul Mowgli - Rocks - Saint Maud - A mauritániai |
| Legjobb debütálás (brit forgatókönyvíró, filmrendező vagy producer) | Legjobb nem angol nyelvű film |
| - Kinek a háza? – Remi Weekes (forgatókönyvíró, rendező) - Limbo – Ben Sharrock (forgatókönyvíró, rendező), Irune Gurtubai (producer) - Moffie – Jack Sidey (forgatókönyvíró, producer) - Rocks – Theresa Ikoko és Claire Wilson (forgatókönyvírók) - Saint Maud – Rose Glass (forgatókönyvíró, rendező), Oliver Kassman (producer) | - Még egy kört mindenkinek - Kedves elvtársak! - Minari – A családom története - Nyomorultak - Quo Vadis, Aida? |
| Legjobb dokumentumfilm | Legjobb animációs film |
| - Tanítóm, a polip – Pippa Ehrlich, James Reed, Craig Foster - David Attenborough: Egy élet a bolygónkon – Alastair Fothergill, Jonnie Hughes, Keith Scholey - Kollektíva – Alexander Nanau - Társadalmi dilemma – Jeff Orlowski, Larissa Rhodes - A szakadár – Bryan Fogel, Thor Halvorssen | - Lelki ismeretek – Pete Docter és Dana Murray - Előre – Dan Scanlon és Kori Rae - Farkasok népe – Tomm Moore, Ross Stewart, Paul Young, Nora Twomey és Stéphan Roelants |
| Legjobb rendező | Legjobb szereposztás |
| - Chloé Zhao – A nomádok földje - Lee Isaac Chung – Minari – A családom története - Sarah Gavron - Rocks - Shannon Murphy – Amíg tart a nyár - Thomas Vinterberg – Még egy kört mindenkinek - Jasmila Žbanić – Quo Vadis, Aida? | - Rocks – Lucy Pardee - Calm With Horses – Shaheen Baig - Ígéretes fiatal nő – Lindsay Graham Ahanonu, Mary Vernieu - Júdás és a Fekete Messiás – Alexa L. Fogel - Minari – A családom története – Julia Kim |
| Legjobb eredeti forgatókönyv | Legjobb adaptált forgatókönyv |
| - Ígéretes fiatal nő – Emerald Fennell - A chicagói 7-ek tárgyalása – Aaron Sorkin - Még egy kört mindenkinek – Tobias Lindholm és Thomas Vinterberg - Mank – Jack Fincher - Rocks – Theresa Ikoko és Claire Wilson | - Az apa – Florian Zeller és Christopher Hampton - A Fehér Tigris – Ramin Bahrani - A nomádok földje – Chloé Zhao - Ásatás – Moira Buffini - A mauritániai – M.B. Traven, Rory Haines és Sohrab Noshirvani |
| Legjobb női főszereplő | Legjobb férfi főszereplő |
| - Frances McDormand – A nomádok földje mint Fern - Bukky Bakray – Rocks mint Olushola "Rocks" Omotoso - Radha Blank – A negyvenéves változat mint Radha - Vanessa Kirby – Pieces of a Woman mint Martha Weiss - Wunmi Mosaku – Kinek a háza? mint Rial - Alfre Woodard – Clemency mint Bernadine Williams | - Anthony Hopkins – Az apa mint Anthony - Riz Ahmed – A metál csendje mint Ruben Stone - Chadwick Boseman – Ma Rainey: A blues nagyasszonya mint Levee Green - Adarsh Gourav – A Fehér Tigris mint Balram Halwai - Mads Mikkelsen – Még egy kört mindenkinek mint Martin - Tahar Rahim – A mauritániai mint Mohamedou Ould Salahi               |
| Legjobb női mellékszereplő | Legjobb férfi mellékszereplő |
| - Jun Jodzsong – Minari – A családom története mint Szundzsa - Niamh Algar – Calm With Horses mint Ursula - Kosar Ali – Rocks mint Sumaya - Maria Bakalova – Borat utólagos mozifilm mint Tutar Sagdiyev - Dominique Fishback – Júdás és a Fekete Messiás mint Deborah Johnson - Ashley Madekwe – County Lines mint Toni | - Daniel Kaluuya – Júdás és a Fekete Messiás mint Fred Hampton - Barry Keoghan – Calm With Horses mint Dymphna - Alan Kim – Minari – A családom története mint David Yi - Leslie Odom Jr – Egy éj Miamiban... mint Sam Cooke - Clarke Peters – Az 5 bajtárs mint Otis - Paul Raci – A metál csendje mint Joe                                    |
| Legjobb filmzene | Legjobb operatőri munka |
| - Lelki ismeretek – Jon Batiste, Trent Reznor, Atticus Ross - A kapitány küldetése – James Newton Howard - Ígéretes fiatal nő – Anthony Willis - Mank – Trent Reznor, Atticus Ross - Minari – A családom története – Emile Mosseri | - A nomádok földje – Joshua James Richards - A kapitány küldetése – Dariusz Wolski - Júdás és a Fekete Messiás – Sean Bobbitt - Mank – Erik Messerschmidt - A mauritániai – Alwin H. Küchler |
| Legjobb vágás | Legjobb díszlet |
| - A metál csendje – Mikkel E.G. Nielsen - A chicagói 7-ek tárgyalása – Alan Baumgarten - A nomádok földje – Chloé Zhao - Ígéretes fiatal nő – Frédéric Thoraval - Az apa – Yorgos Lamprinos | - Mank – Donald Graham Burt, Jan Pascale - A kapitány küldetése – David Crank, Elizabeth Keenan - A Manderley-ház asszonya – Sarah Greenwood, Katie Spencer - Ásatás – Maria Djurkovic, Tatiana Macdonald - Az apa – Peter Francis, Cathy Featherstone                                                                                          |
| Legjobb jelmeztervezés | Legjobb smink |
| - Ma Rainey: A blues nagyasszonya – Ann Roth - Ammonita – Michael O'Connor - Ásatás – Alice Babidge - Emma – Alexandra Byrne - Mank – Trish Summerville | - Ma Rainey: A blues nagyasszonya – Matiki Anoff, Larry M. Cherry, Sergio Lopez-Rivera, Mia Neal - Ásatás – Jenny Shircore - Mank – Kimberley Spiteri, Gigi Williams - Pinocchio – Mark Coulier - Vidéki ballada az amerikai álomról – Patricia Dehaney, Eryn Krueger Mekash, Matthew Mungle                                                    |
| Legjobb hang | Legjobb vizuális effektek |
| - A metál csendje – Jaime Baksht, Nicolas Becker, Phillip Bladh, Carlos Cortés, Michelle Couttolenc - A Greyhound csatahajó – Warren Shaw, Michael Minkler, Christian P. Minkler, David Wyman, Beau Borders - A kapitány küldetése – Michael Fentum, William Miller, Mike Prestwood Smith, John Pritchett, Oliver Tarney - A nomádok földje – Sergio Diaz, Zach Seivers, M. Wolf Snyder - Lelki ismeretek – Coya Elliott, Ren Klyce, David Parker | - Tenet – Scott Fisher, Andrew Jackson, Andrew Lockley - A Greyhound csatahajó – Pete Bebb, Nathan McGuinness, Sebastian von Overheidt - Az éjféli égbolt – Matt Kasmir, Chris Lawrence, David Watkins - Ivan, az egyetlen – Santiago Colomo Martinez, Nick Davis, Greg Fisher - Mulan – Sean Faden, Steve Ingram, Anders Langlands, Seth Maury |
| Legjobb brit animációs rövidfilm | Legjobb brit rövidfilm |
| - The Owl and the Pussycat – Mole Hill, Laura Duncalf - The Fire Next Time – Renaldho Pelle, Yanling Wang, Kerry Jade Kolbe - The Song of a Lost Boy – Daniel Quirke, Jamie MacDonald, Brid Arnstein | - The Present – Farah Nabulsi - Eyelash – Jesse Lewis Reece, Ike Newman - Lizard – Akinola Davies, Rachel Dargavel, Wale Davies - Lucky Break – John Addis, Rami Sarras Pantoja - Miss Curvy – Ghada Eldemellawy |
| EE Rising Star Award (a közönség szavazata alapján) | |
| - Bukky Bakray - Kingsley Ben-Adir - Morfydd Clark - Sope Dirisu - Conrad Khan | |

## Többszörös jelölések és elismerések
| Jelölés | Díj | Cím                             |
| ------- | --- | ------------------------------- |
| 7       | 4   | A nomádok földje                |
| 7       | 1   | Rocks                           |
| 6       | 2   | Ígéretes fiatal nő              |
| 6       | 1   | Mank                            |
| 6       | 1   | Minari – A családom története   |
| 6       | 2   | Az apa                          |
| 5       | 0   | Ásatás                          |
| 5       | 0   | A mauritániai                   |
| 4       | 0   | A kapitány küldetése            |
| 4       | 2   | A metál csendje                 |
| 4       | 0   | Calm With Horses                |
| 4       | 1   | Júdás és a Fekete Messiás       |
| 4       | 1   | Még egy kört mindenkinek        |
| 3       | 0   | A chicagói 7-ek tárgyalása      |
| 3       | 1   | Kinek a háza?                   |
| 3       | 2   | Lelki ismeretek                 |
| 3       | 2   | Ma Rainey: A blues nagyasszonya |
| 2       | 0   | A Fehér Tigris                  |
| 2       | 0   | A Greyhound csatahajó           |
| 2       | 0   | Limbo                           |
| 2       | 0   | Quo Vadis, Aida?                |
| 2       | 0   | Saint Maud                      |